# 兵庫県立神戸商業高等学校
兵庫県立神戸商業高等学校（ひょうごけんりつこうべしょうぎょうこうとうがっこう）は、兵庫県神戸市垂水区にある公立の商業高等学校である。兵庫県立神戸商業高校は神戸商業講習所の後身である点をもって「日本最古の商業高校」としている。
1878年に、国内二番目の商業学校として開校した「神戸商業講習所」を源流としている。愛称は兵庫県では「県商」（ただし同窓会は「神商同窓会」）。

## 設置学科
- 商業科
- 情報科
- 会計科

## 沿革
1877年（明治10年）11月、当時の県令（県知事）森岡昌純は慶應義塾の福澤諭吉と会談、神戸港の貿易の発展を担う人材育成のため神戸商業講習所創立の斡旋を依頼、講習所の創立当時は慶應義塾の教師その他一切を引き受け、校費の200円は県税から支出された（県商100年史より）。初代校長（講習所支配人）は甲斐織衛。
のちに神戸商業講習所は兵庫県立神戸商業学校（旧制中等教育学校）と改称した。
学校自体は1962年に県立星陵高校（1948年に公立高校の総合制導入により、県立第一神戸商業高校が県立垂水高校を吸収統合し改称、発足した学校）から分離し新設された経緯から、在校生の学校における回生については、このときを起点とする「新制○回」で呼称される（つまり、同じく新制である県立星陵高校商業科からの起算ではない）。一方、同窓会については、商業学校たる本校の流れを汲む【神戸商業講習所→県立神戸商業学校→県立第一神戸商業学校→県立第一神戸商業高校→県立星陵高校商業科→県立神戸商業高校】で構成され、この流れで起算された「○回生」で呼称される（ただし、星陵商業科を卒業した同窓生は当時の星陵普通科の卒業生と同じく星陵同窓会の会員であり、学校分離以後、星陵商業科卒業生にも神商同窓会への参加を呼びかけている）。現在の星陵高校側においても、この経緯ゆえに星陵高校の学校自体の誕生は本校の創立した1878年になるが、学校分離以後に本校の流れは分離されて神戸四中のみを前身とみなした1941年の創立とされている。
- 1878年（明治11年） - 兵庫県八部郡神戸町（現 神戸市中央区北長狭通四丁目40番地）に神戸商業講習所として開校
- 1886年（明治19年） - 兵庫県立神戸商業学校と改称
- 1928年（昭和3年） - 兵庫県立第一神戸商業学校と改称
- 1932年（昭和7年） - 校舎、星陵台（現：星陵高校）に移転
- 1945年（昭和20年）
  - 1月31日 - 海軍経理学校疎開により校舎接収、神戸市立若松国民学校（神戸市長田区）に間借り移転
  - 3月20日 - 間借りの場所を県立聾唖学校（神戸市須磨区西垂水町、現垂水区）に移転（同月17日の神戸大空襲で若松国民学校校舎焼失のため）
  - 6月7日 - 間借りの場所を移情閣に移転（同月5日の神戸大空襲で県聾唖学校校舎焼失のため）
  - 9月1日 - 敗戦に伴う海軍経理学校廃校により接収解除、星陵台校舎に復帰
- 1946年（昭和21年）2月3日 - 県立第四神戸中学校（神戸四中）の校舎焼失に伴い、同校が仮校舎完成（同年6月24日）まで一時的に間借り。この神戸四中での校舎焼失が、のちの合併（星陵高校発足）の伏線となる。詳細は星陵高校の項を参照
- 1948年（昭和23年）
  - 4月1日 - 学制改革により兵庫県立第一神戸商業高等学校に改称
  - 5月13日 - 公立高校の総合制に際し、普通科新設に代えて、校舎を焼失していた兵庫県立垂水高等学校（神戸四中の後身）と合併することが決定（同月24日、垂水高校生徒が県商校舎に移転）
  - 9月1日　兵庫県立第一神戸商業高等学校が、兵庫県立垂水高等学校を統合し、兵庫県立星陵高等学校に改称
- 1949年（昭和24年）4月1日 - 普通科・商業科に女子学生が入学（星陵4回）し男女共学となる

1949年時点で、小学区制・総合制によって星陵高校は普通科・商業科とも、垂水区内のみから進学できる高校となった。その後、小学区制は若干見直され「神戸第3学区」となった際、（当時学区内に長田高校・須磨高校もあった）普通科に対して、商業科は学区全域から入学する傾向になった。さらに、伝統ある商業科単独校「県商」“復活”の気運が卒業生（神商同窓会）や神戸商工会議所を中心に活発化したこと、垂水区内での宅地開発に伴う人口増加を受けて普通科定員の増大が課題となったことも後押しとなり、「普商分離」が行われることになった。協議の結果、星陵高校は維持したうえで昭和37年度（1962年）から商業科の募集を停止（1964年3月に星陵商業科の全生徒が卒業し星陵は普通科単独校となった）、同年度から商業科単独校の兵庫県立神戸商業高等学校（県商）が新校地となる現在地に新設され、神戸市内全域から生徒を募集した。なお、戦後の商業科単独高校誕生自体は第1号ではないが、誕生実現への動きは、神商同窓会など県商の働きかけによるところが大きい。
- 1962年（昭和37年）4月1日 - 兵庫県立神戸商業高等学校新設。発足の経緯から、校舎未完成であった第1学期は星陵高校を間借り（県商校舎完成後も、星陵商業科に在籍していた2・3年生は引き続き卒業まで星陵高校で授業、教員も両校別であった）
- 1986年（昭和61年） - 情報科・会計科が設置される
- 1995年（平成7年） - 阪神・淡路大震災による被災
- 1997年（平成9年） - 教室棟竣工（震災復興）
- 1999年（平成11年） - 同窓会館「神商イフレ館」完成
- 2016年（平成28年） - 文部科学省から「スーパープロフェッショナルハイスクール（SPH)」の指定を受ける

## 校風
「自主・創造・感謝」の校訓。その校訓のもと相互に切磋琢磨し、「心身の独立を全うし、自らその身を尊重して、人としての品位をはずかしめない者を独立自尊の人と言う」。福澤諭吉の考えである「独立自尊の心」を培う。

## 特色
兵庫県神戸市垂水区星陵台四丁目にあり、最寄駅はJR垂水駅。兵庫県立星陵高等学校が隣接している。男女の比率は女子が多い。校歌の歌詞の他、最寄のバス停や交差点の名称も「県商前」であるなど、県商という略称は地域や校内で広く使われている。
商業教科は簿記、情報処理等があり、科によって異なる。商業科は2年次より進学類型と総合類型に分かれる。進学類型では重点が一般教科に移り、総合類型では選択商業教科が多彩である。

## 教育実績
- 令和6年税理士試験科目試験合格者を輩出している[1]。

## 日商簿記甲子園
- 日本商工会議所が2024年度から開催する第1回全国高等学校日商簿記選手権大会（日商簿記甲子園）（日商簿記検定施行70周年記念事業）の参加校である[2]。

## 全商検定
- この学校は、全商の兵庫県本部校（連絡幹事校）であり、英語及び情報処理の兵庫県本部校である。
- 全商ワープロ実務検定以外は一般受入れをしている。
- 全商情報処理検定のビジネス情報を受験する場合、外部受験者のみ機器の持ち込みは許可されている（2008年9月現在）。

## 商品企画・開発・販売実習「Shop KENSHO 県商生活」
- 2004年、同校産業調査部が地元商店街の空き店舗を活用した就業体験実習「Shop KENSHO 県商生活」を夏休みに期間限定でオープン。
- 2008年、地元洋菓子店と共同で商品企画開発を行った「おかしないかなご」「いかなごクッキー」を地元垂水廉売市場にて販売開始。これが県商生活初のオリジナル商品となる。同年、産業調査部が取り組んだ神戸ハーバーランドの調査研究を運営委員に発表。次年度より神戸ハーバーランドにも県商生活の出店を認可される。
- 2009年より垂水廉売市場、神戸ハーバーランドに出店。部活動の枠を超え、商業科目授業の一環として産業調査部と共同で店舗運営実習を開始する。地域貢献の一環として、神戸ルミナリエとも連携。
- 2012年、ナナ・ファーム須磨に出店。県商生活オリジナル商品数が70種類を超える。

## 著名な出身者
- 野坂参三 - 元日本共産党中央委員会議長
- 一井保造 - 元三井船舶社長、元日本船主協会会長
- 谷口武一郎 - 第2代三井物産船舶部長
- 浜崎真二 - 元プロ野球選手・指導者、1978年野球殿堂入り
- 小寺謙吉 - 元衆議院議員、神戸市長、三田学園創立者
- 北條秀一 - 元衆議院議員、元参議院議員、元引揚者団体全国連合会理事長
- 村瀬春雄 - 東京高等商業学校（現一橋大学）元教授、保険学の祖
- 水島銕也 - 神戸高等商業学校（現神戸大学）初代校長
- 置塩信雄 - 神戸大学名誉教授
- 古林喜楽 - 神戸大学学長
- 小宮孝 - 関西学院名誉院長
- 谷洋一 - 元衆議院議員、農林水産大臣、北海道開発庁長官、沖縄開発庁長官を歴任
- 島尾敏雄 - 小説家
- 川西英 - 版画家
- 王一郎 - 実業家、ラッキーピエロ創業者
- 樽井修 - 実業家、ギャグ作家、プロデューサー、芸能事務所社長